# 永安区

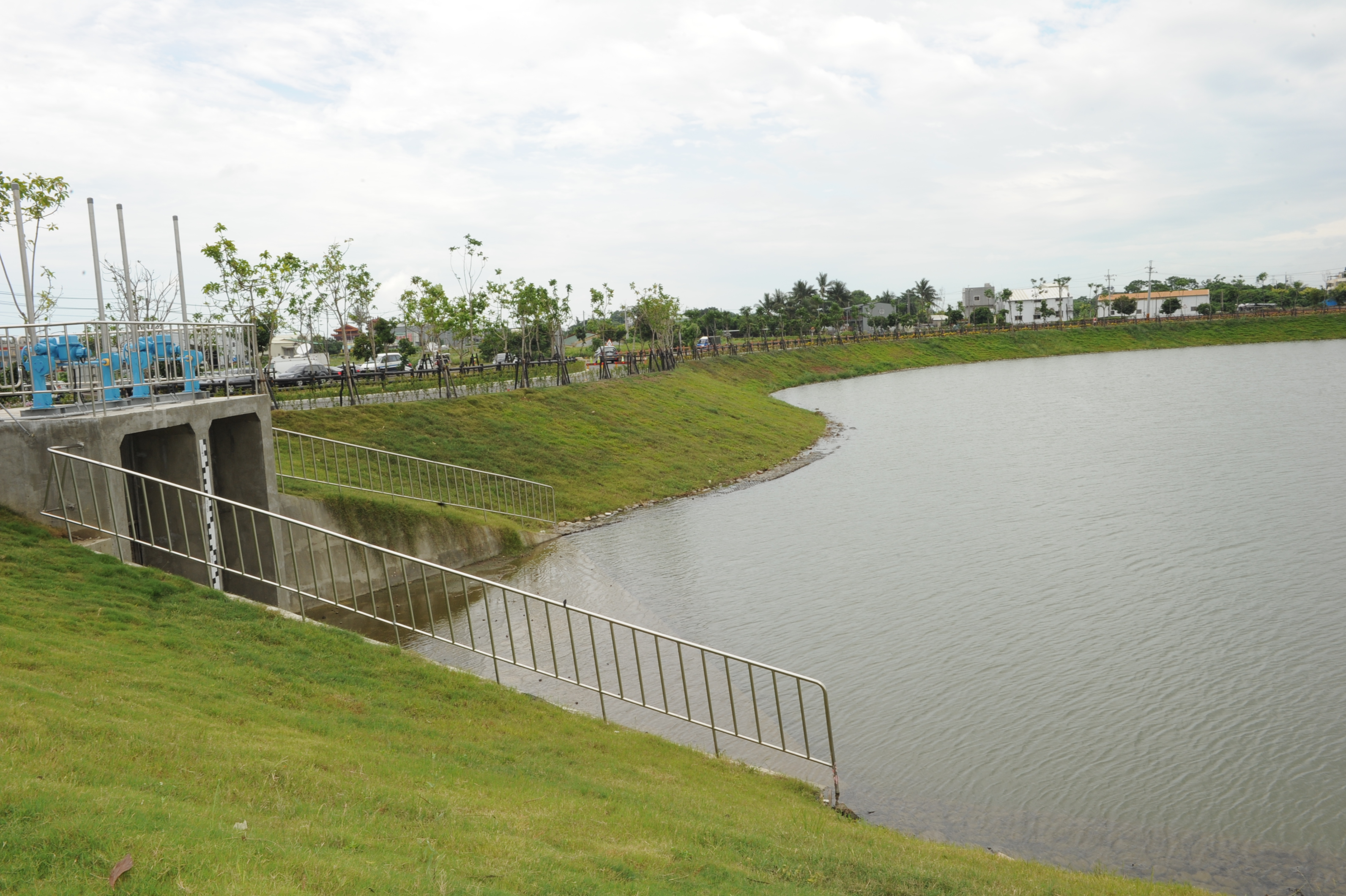
永安調節池

永安区（ヨンアン/えいあん-く）は、高雄市の市轄区。

## 地理
永安区は高雄市北西部沿海に位置し、北は茄萣区と、東は岡山区と、東北は路竹区と、南は弥陀区とそれぞれ接し、西は台湾海峡に面している。郷内には台湾電力興達火力発電所及び台湾中油天然ガス施設が存在し、台南南部におけるエネルギー供給地としての地位を占めている。
永安区は平原地形に属し、東部地勢がやや高くなっている。海岸線には潟湖が広がりマングローブが群生している。

## 歴史
永安区は海岸線にマングローブが群生していることから古くは「烏林樹」と称した。また、「竹仔港」という別称もある。日本統治時代の1920年の台湾地方改制の際、高雄州岡山郡弥陀庄となった。台湾の中華民国への編入後は高雄県弥陀郷となったが、1950年に分割され「永安郷」が設置された。「永安」の名称は郷内に「旧永安塭」、「新永安塭」の地名があった事に加え、「永保平安」の意味をこめて命名された。2010年12月25日に高雄県が高雄市に編入されたことに伴って永安区となった。

## 行政区
| 里                                             |
| ---------------------------------------------- |
| 永安里、永華里、新港里、塩田里、保寧里、維新里 |

## 歴代区長
| 代 | 氏名 | 退任日 |
| -- | ---- | ------ |

## 教育

### 国民中学
- 高雄市立永安国民中学

### 国民小学
- 高雄市立永安国民小学
- 高雄市立維港国民小学
- 高雄市立新港国民小学

## 交通
| 種別 | 路線名称  | その他 |
| ---- | --------- | ------ |
| 省道 | 台17線    |        |
| 市道 | 市道186号 |        |

## 観光
- 永安宮
- 文興宮
- 永安マングローブ
- 興達港（中国語版）
- 烏樹林塩田